# Саутбэнк Центр

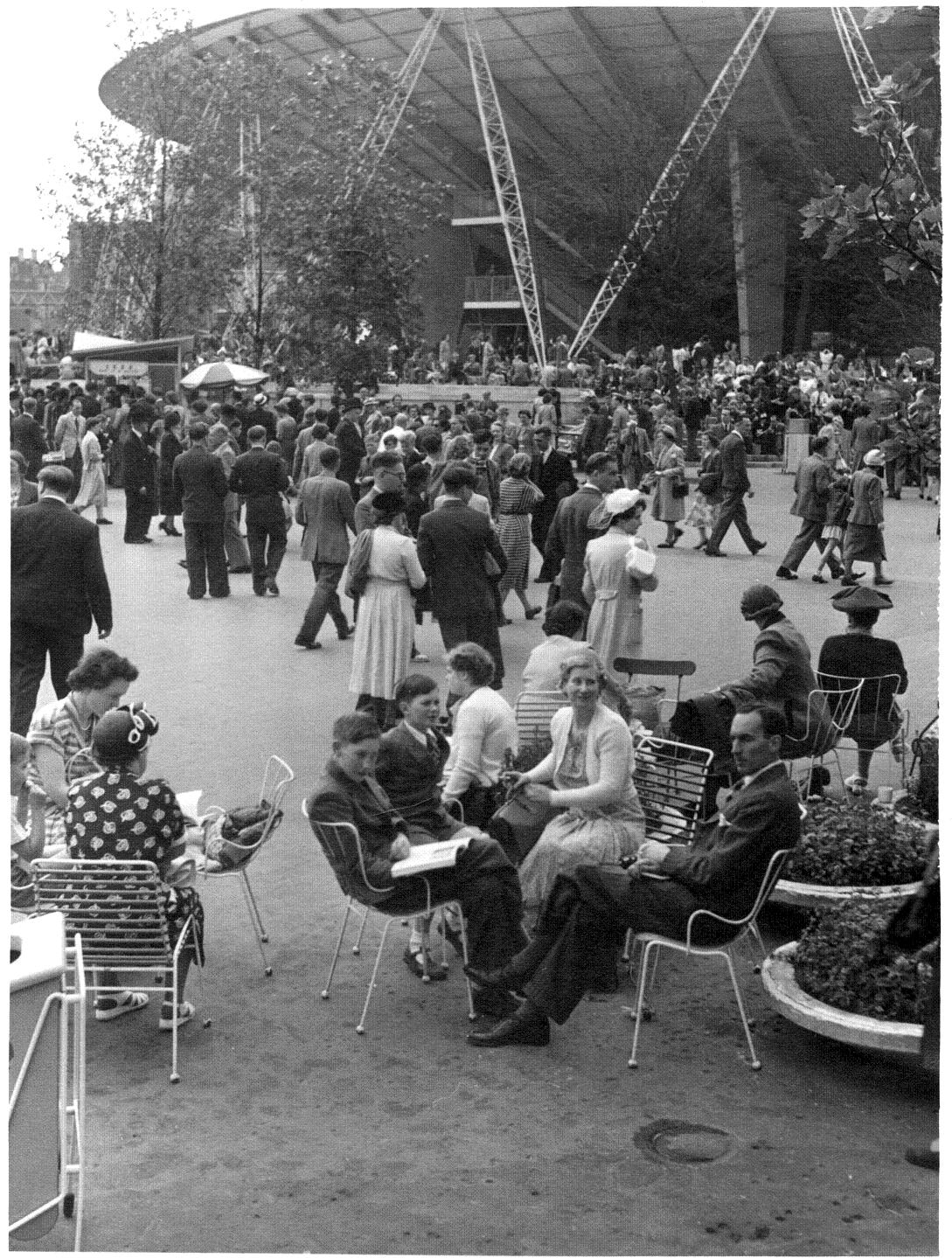
Посетители Festival of Britain перед Dome of Discovery, 1951

Саутбэнк Центр, Southbank Center — комплекс художественных площадок в Лондоне, на южном берегу реки Темзы, располагается между мостами Хангерфорд и Ватерлоо, рядом со знаменитым «Лондонским глазом». Состоит из трёх основных концертных площадок: Королевский фестивальный зал, включая поэтическую библиотеку Сэзона, зал королевы Елизаветы и зал Перселла, а также Галерею Хейворда (Hayward Gallery). Является крупнейшим центром искусств в Европе. Ежегодно в этом центре проводится более двух тысяч платных музыкальных, танцевальных и литературных представлений, а также более двух тысяч бесплатных мероприятий, образовательная программа на площадках исполнительского искусства и вокруг них. Ежегодно в Галерее Хейворда проходят от трёх до шести крупных художественных выставок, а национальные передвижные выставки охватывают более 100 площадок по всей Великобритании. В течение 2019 года его посетили 4,36 миллиона человек.

## Местонахождение
Саутбэнк Центр изначально располагался на площади 85 000м² (21 акра) от Здания графства до моста Ватерлоо, и выходил на улицу The Queen’s Walk, однако в 1012 году управление Jubilee Gardens было передано Jubilee Gardens Trust, автостоянка на оставшейся территории за Хангерфорд Бридж была продана в 2013 году для расширения садов в рамках реконструкции Shell Center. Центр находится рядом с Национальным театром и BFI Southbank, но не включает их. Ближайшие станции метро — Ватерлоо (Waterloo) и Набережная (Embankment).

## Руководящий состав

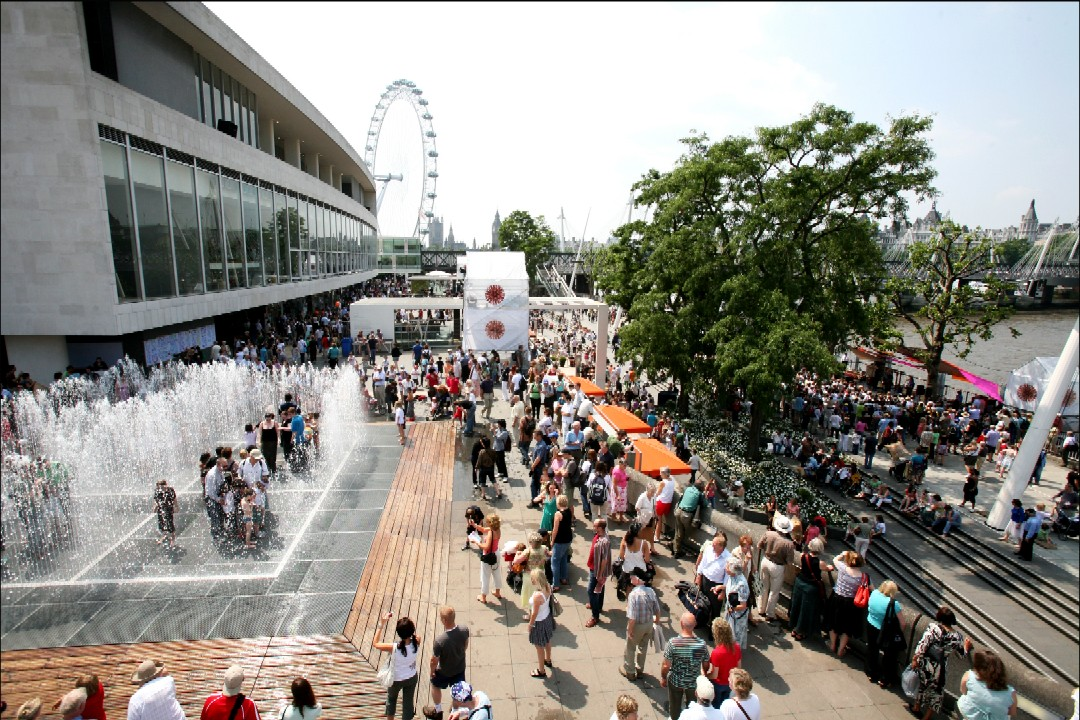
Саутбэнк Центр

Сьюзан Гилкрист стала председателем Совета директоров Саутбэнк Центра в 2016 году, хотя входила в него с 2008 года. Элейн Беделл была назначена генеральным директором в 2017 году. С 2009 по 2016 год эту должность занимал Алан Бишоп, бывший председатель Saatchi & Saatchi International и главный исполнительный директор Центрального управления информации. В сентябре 2005 года на должность художественного руководителя центра пришла Джуд Келли. После того, как Келли ушла в отставку, занявшись проектом фестиваля «Женщины мира», Мадани Юнис, ранее- художественный руководитель театра Буша, был назначен на должность креативного директора с января 2019 года. С ним в это время работали: Джиллиан Мур — музыкальный директор, Ральф Ругофф — директор галереи Hayward. Юнис подал в отставку в октябре 2019 года.

## История

#### 1950-е годы

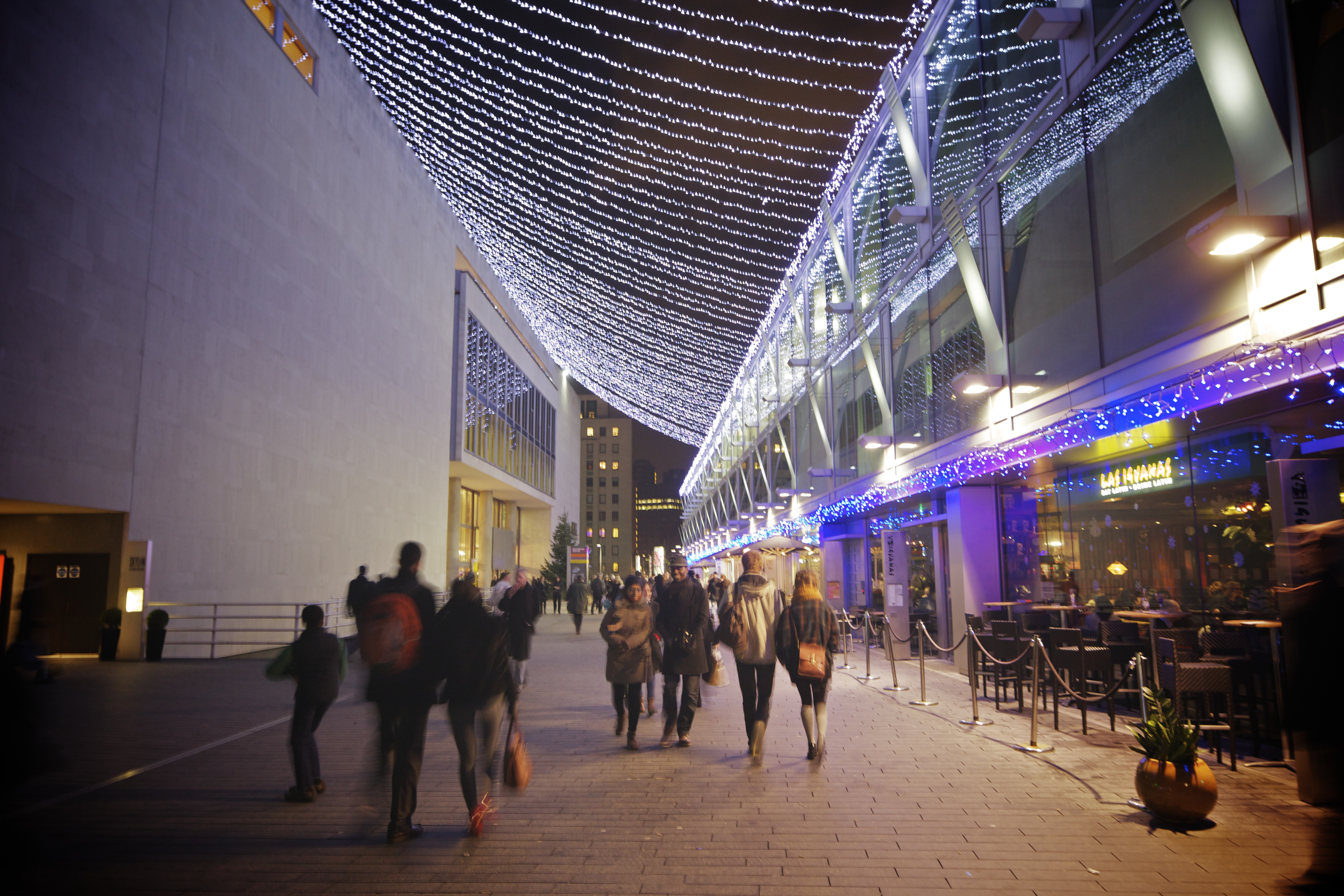
2010 год

История Southbank Center начинается с Фестиваля Британии, проведенного в 1951 году. Он должен был ознаменовать начало новой жизни для жителей Лондона после Второй Мировой войны. Его концепция показывала британский стиль восстановления страны после военных лет с демонстрацией достижений в области науки, технологий, искусства и промышленного дизайна, а ответственный за данное мероприятие министр Лейбористской партии Герберт Моррисон назвал его «тонизирующим средством для нации». Именно южный берег Темзы отлично подошёл для создания пространства культурной и общественной жизни Лондона: на месте складов развернулась набережная, а в 1949 году было начато строительство Королевского фестивального зала (Royal Festival Hall). Он работал с мая по сентябрь 1951 г., а к июню следующего года большая часть его была демонтирована после победы Уинстона Черчилля и Консервативной партии на всеобщих выборах 1951 г..

#### 1960-е

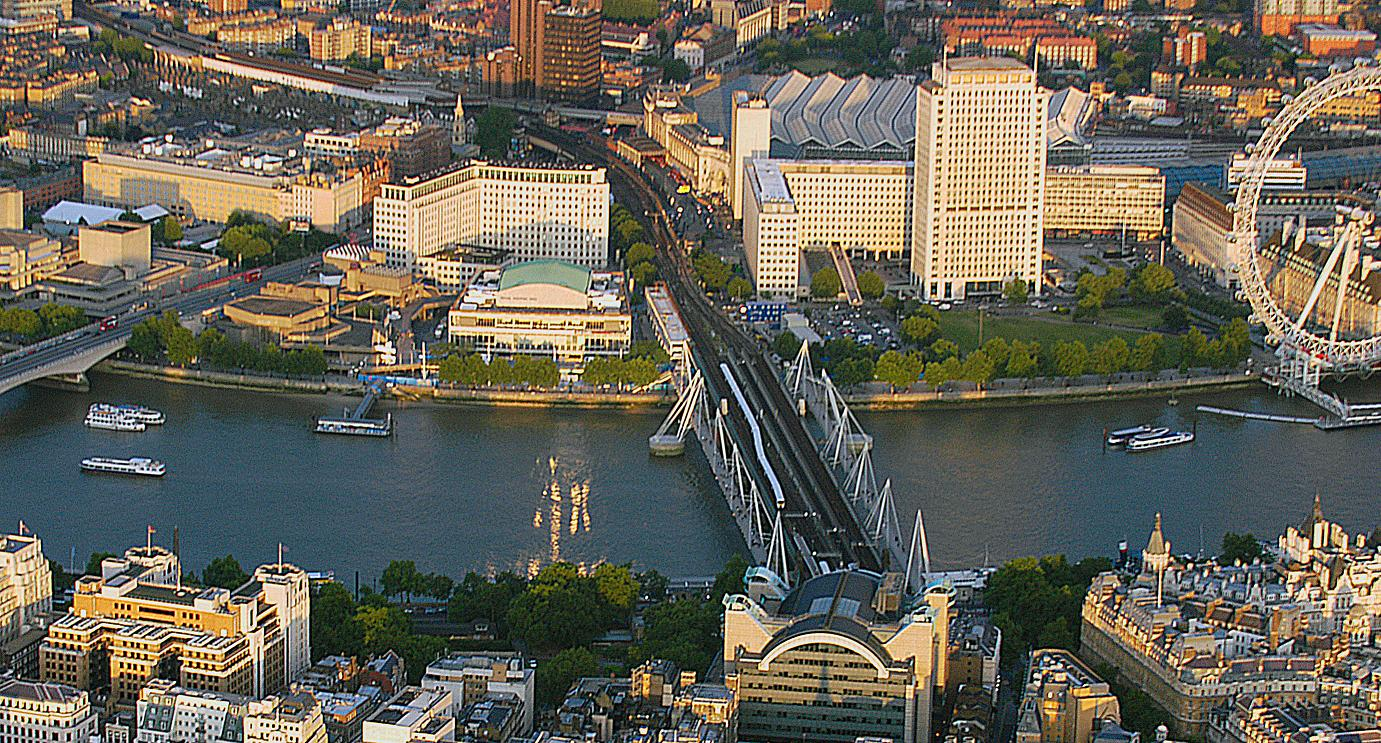
Southbank Centre от моста Ватерлоо до Лондонского глаза. (Луис Артус)

С 1962 по 1965 год Королевский фестивальный зал был расширен в сторону реки и вокзала Ватерлоо и реконструирован. Совет Большого Лондона (Greater London Council) принял решение в 1955 году построить второй концертный зал и картинную галерею в восточной части участка Саут-Бэнк, на месте предназначенном для Национального театра. Прошло ещё 12 лет, прежде чем Зал Королевы Елизаветы и смежный Зал Перселла были открыты для публики. Они должны были выступать как единое целое- концертные залы Южного берега. В 1968 году под непосредственным управлением Художественного совета открылся Хейворд. Новые здания имели свои главные входы на уровне первого этажа и были интегрированы в большую систему бетонных переходов, соединенных с Королевским фестивальным залом и центром Shell. Вертикальное разделение пешеходного и автомобильного движения оказалось проигрышным из-за того, что пешеходам было трудно перемещаться по комплексу, а также из-за темных и малоиспользуемых пространств на уровне земли под пешеходными дорожками.

#### 1980-е годы
После упразднения Совета Большого Лондона в 1986 году было сформировано Управление Южного берега, которое взяло на себя контроль над концертными залами. В дальнейшем, административное управление Хейвордом было передано Совету по делам искусств. В итоге художественные площадки вместе с Юбилейными садами превратились в Центр Саутбэнк, независимый культурный объект Лондона.

#### 1990-е годы
Дорожку на восточной стороне RFH, идущую вдоль Belvedere Road в сторону Shell Center, убрали в 1999—2000 годах, чтобы восстановить наземное движение. Участок Ватерлоо (здания конца 1960-х годов) был предметом различных планов модификации и реконструкции, в частности схемы, разработанной Ричардом Роджерсом в середине 1990-х годов, которая предполагала бы большую стеклянную крышу над тремя существующими зданиями. Этого не произошло из-за, вероятно, высокой стоимости.

#### 2000-е
В 2000 году был составлен генеральный план для центра Южного берега. Основными пунктами которого были:
- новое административное здание для сотрудников;
- создание трех новых общественных пространств вокруг RFH (Festival Riverside, Southbank Centre Square и Festival Terrace);
- модификация подвального помещения в объекте Королевы Елизаветы и двух нижних уровней улицы Хейворд, чтобы обеспечить выход на Центральную площадь Саутбэнк;
- новое здание Британского института кино, частично под землей, на территории автостоянки Хангерфорд.

В соответствии с планами в 2006—2007 гг. Было построено новое здание со стеклянным фасадом, в котором будут размещены офисные помещения для сотрудников Southbank Center, а также ряд новых магазинов и ресторанов. Эти объекты разместили на месте бывшего кафетерия на более низком уровне, убрав транспортное движение на этом участке. В период с 2005 по 2007 год зрительный зал Festival Hall был модернизирован, естественная акустика была улучшена в соответствии с требованиями классической музыки. Также была изменена конфигурация сидений, были модернизированы производственные помещения и общественные зоны, предусмотрены новые зоны для бара, большинство магазинов было удалено из фойе, а также отремонтированы лифты и туалеты.

#### 2010-е
В начале 2013 года Центр Саутбэнк обнародовал планы, которые вскоре стали источником жарких дебатов, по перестройке галереи Хейворд и зала Королевы Елизаветы, получившего название «Фестивальное крыло», финансируемого Советом по делам искусств Англии. Это предложение предусматривало создание художественных пространств, находящихся на новом уровне L-образного здания, соединяющем здания Hayward Gallery и Purcell Room, а также крыло, идущее параллельно мосту Ватерлоо за аудиторией Queen Elizabeth Hall. Его особенности должны были включать стеклянный павильон, новые художественные пространства, литературный центр, кафе и торговые помещения. Предлагаемые изменения должны были заменить скейт-парк, который возник в подземном помещении, ставшим колыбелью британского скейтбординга, с торговыми точками для финансирования новых пространств искусства. К маю 2014 года группа кампании, решительно выступающая против предложений под названием Long Live Southbank, набрала более 120 000 членов Как и у скейтбордистов, возражения были у Национального театра. В начале 2014 года этот план был приостановлен, когда мэр Лондона, Борис Джонсон, заявил, что не поддержит перенос зоны для катания на скейтборде из подземного крыла Королевы Елизаветы под Хангерфорд Бридж. Развитие данного цокольного помещения было ключевой коммерческой и финансовой особенностью предложения по новому строительству Фестивального крыла, и схема не могла быть реализована в предложенной форме без коммерческой поддержки или альтернативного финансирования, которое не было доступно в требуемых объёмах.

#### Проект «Впусти свет» по реконструкции и ремонту зданий.
Совет по искусству Англии выделил грант в размере 16 млн фунтов стерлингов на двухлетнюю программу ремонта и реставрации Зала Королевы Елизаветы, Зала Перселл и галереи Хейворда в мае 2014 года, а в мае 2015 года этому проекту было дано разрешение на строительство. Центр Саутбэнк также получил финансирование на программу сохранения и ограниченного изменения, известную как «Впусти свет», от Фонда лотереи наследия, а также собрал средства от частных лиц на оставшиеся 3 миллиона фунтов стерлингов. Этот подход, ориентированный на охрану окружающей среды, включал присоединение к Национальному фонду. Он был направлен на то, чтобы интегрировать здания центра 1960-х годов в движение бруталистов. Здания вновь открылись в 2018 году после завершения работ.

#### Пандемия 2020 г.
В связи с пандемией COVID-19, которая привела к остановке живых выступлений и закрытию выставок, большинство из 600 сотрудников центра были уволены, а в июле 2020 года ожидалось увольнение ещё 400 человек. Галерея Хейворд вновь открылась в августе, но ожидалось, что Королевский фестивальный зал и зал королевы Елизаветы будут закрыты до апреля 2021 года.